# Йордан, Борис Алексеевич
Бори́с Алексе́евич Йо́рдан (англ. Boris Jordan; 2 июня 1966, Си-Клифф, штат Нью-Йорк) — бизнесмен, экс-гендиректор компаний НТВ и «Газпром-Медиа» (2001—2003), американский гражданин из семьи российского происхождения.

## Биография
Родился 2 июня 1966 года в городе Си-Клифф (штат Нью-Йорк, США) в семье эмигрантов из России. Сын Алексея Борисовича Йордана и Марии Александровны Йордан (урождённой Шишковой). Алексей Борисович был выпускником Первого русского великого князя Константина Константиновича кадетского корпуса в Югославии. Братья Йордана — Николай (Николас) (род. 1959) и Михаил (род. 1962); сестра Екатерина (род. 1967).
В 1988 году окончил Нью-Йоркский университет, получив степень бакалавра в области российско-американских экономических отношений.
Трудовую деятельность Борис Йордан начал аналитиком в инвестбанке Kidder Peabody, затем стал вице-президентом лизинговой компании GPA Capital Inc. C 1992 года занимал посты управляющего директора инвестбанка Credit Suisse First Boston в Лондоне и содиректора московского филиала этого же банка.
В мае 1995 года учредил и возглавил инвестиционный банк «Ренессанс Капитал».
С 1997 года — президент «МФК Ренессанс», образовавшейся в результате слияния «Ренессанс Капитала» и Международной финансовой компании.
В 1997 году Йордан собирался получить гражданство России, однако изменил своё решение после того, как был отменён запрет руководить российскими банками и компаниями иностранным гражданам.
В 1998 году Йордан создал инвестгруппу «Спутник», президентом и председателем правления которой является по настоящее время[когда?]. Одновременно в 1998—1999 годах в качестве антикризисного менеджера возглавлял совет директоров нефтяной компании СИДАНКО.
В апреле 2001 года, после перехода активов компании «Медиа-Мост» под контроль «Газпрома», Борис Йордан был назначен генеральным директором ОАО «Телекомпания НТВ», а в октябре того же года — ОАО «Газпром-медиа». В период деятельности на этих постах подчёркивал свою независимость от российских властей в силу того факта, что он является гражданином США.
В январе 2003 года покинул оба поста, находясь под политическим давлением.
С 2003 года лоббировал подписание Акта о каноническом общении, провозгласивший объединение Русской православной церкви заграницей (РПЦЗ) с Русской православной церковью Московского патриархата (РПЦ). В мае 2006 года был участником IV Всезарубежного Собора Русской зарубежной церкви.
В сентябре 2006 года стал президентом группы «Ренессанс Страхование».
С 2013 года является совладельцем и руководителем компании «Curaleaf» (слоган «Живи хорошо!»), занимающейся в США легальным производством медицинской и рекреационной марихуаны. В 2019 году был впервые включён агентством Bloomberg в список 50 влиятельнейших людей мира. На тот момент его состояние оценивалось в 1,2 млрд долл.

## Благотворительность
Известен своей благотворительной деятельностью, основанием в 1999 году Фонда содействия кадетским корпусам имени Алексея Йордана. Отец и дед Бориса Йордана были выпускниками кадетских корпусов. Помощью российским кадетским корпусам занимается с 1994 года, выделив им за 8 лет около 1,5 млн долларов из личных средств.
Является одним из главных спонсоров РПЦЗ. Был делегатом Четвёртого Всезарубежного собора в 2006 году.
На средства фонда «Спутник» им восстановлена Благовещенская усыпальница с могилой А. В. Суворова.

## Личная жизнь
Православный. Увлекается прогулками на яхтах.

## Награды
- Орден святого равноапостольного великого князя Владимира III степени (2002) — за заслуги перед Русской православной церковью;
- Медаль «В память 300-летия Санкт-Петербурга» (2003);
- Золотая медаль «За вклад в наследие народов России» (2003);
- Орден преподобного Серафима Саровского III степени (2006) — за вклад в развитие кадетских корпусов России и духовное воспитание молодого поколения[14][15];
- Медаль «За выдающийся вклад в развитие коллекционного дела в России» (2007) — за возвращение из США в Россию редких культурных ценностей[16];
- Национальная премия «Кремлёвский гранд» в номинации «За личный вклад в развитие кадетских корпусов России» (2007)[17][18];
- Кадетский крест «За верность Отечеству» (2009) — за большую работу по воссозданию системы кадетского образования[19][20].